# Садовникова Діана Іванівна
Діана Іванівна Садовникова (нар. 26 липня 1971) — українська баскетболістка. Вона брала участь у жіночому турнірі на літніх Олімпійських іграх 1996 року.

## Клуби
| Роки      | Команди             |
| --------- | ------------------- |
| 1988—1991 | «Динамо» (Київ)     |
| 1991—1992 | «Динамо» (Київ)     |
| 1992—1993 | ДВТК (Мішкольц)     |
| 1993—1994 | «Динамо» (Київ)     |
| 1994—1995 | «Мельбурн Бумерз»   |
| 1995—1996 | «Канберра Кепіталз» |